# Gryon baeiforme
Gryon baeiforme är en stekelart som först beskrevs av Marshall 1892.  Gryon baeiforme ingår i släktet Gryon och familjen Scelionidae. Inga underarter finns listade i Catalogue of Life.